# Каурутоотсі
Ка́урутоотсі (ест. Kaurutootsi küla) — село в Естонії, у волості Отепяе повіту Валґамаа.

## Населення
Чисельність населення на 31 грудня 2011 року становила 26 осіб.